# Herbert Trube
Herbert Lawrence "Herb" Trube (Brooklyn, Nova York, 3 de setembre de 1886 – Norwalk, Connecticut, 13 de juliol de 1959) va ser un atleta estatunidenc que va competir a principis del segle xx.
El 1908 va prendre part en els Jocs Olímpics de Londres, on disputà dues proves del programa d'atletisme: les tres milles per equips, en què aconseguí la medalla de plata formant equip amb George Bonhag, John Eisele, Gayle Dull i Harvey Cohn i els 3200 metres obstacles, on abandonà la seva sèrie. Aquell mateix any s'havia proclamat campió de la milla de l'Amateur Athletic Union.